# Carmen de Jong
Carmen de Jong   (8 de maig de 1968) és una geògrafa i hidròloga alemanya, catedràtica d'hidrologia a la Facultat de Geografia i Ordenació del Territori de la Universitat d'Estrasburg. De Jong és crítica amb l'ús de neu artificial a les zones de muntanya, fet que li ha comportat problemes en la carrera acadèmica.

## Trajectòria
De Jong va estudiar un màster en geografia física a la Universitat d'Aberdeen el 1989, es va doctorar a la Universitat Lliure de Berlín el 1993 i va completar la seva habilitació en geografia a la Universitat de Bonn el 2005. Del 2006 al 2015 va ser professora de geografia a la Université Savoie-Mont-Blanc.
La recerca de De Jong se centra en el desenvolupament sostenible a les zones de muntanya i en els impactes ambientals de les estacions d'esquí. En vista de la crisi climàtica, el 2017, va assegurar que «d'aquí a 5 a 10 anys, els esports d'hivern a la Selva Negra s'acabaran». En relació amb l'ús massiu de neu artificial als Jocs Olímpics d'Hivern de 2022 a Pequín, va assenyalar que en els anteriors 2014 a Sotxi i 2018 a Pyeongchang, es va utilitzar el 80% i 90% de neu artificial respectivament per a complir els requisits del Comitè Olímpic Internacional (COI). A Zhangjiakou es va crear un «paisatge artificial complet» ruixant pins plantats recentment amb neu artificial. De Jong també va descriure com a irresponsable el fet que les rutes de competició alpina a Yanqing passessin pel Parc Nacional del Mont Song.